# Brommelermolen
De Brommelermolen is een voormalige watermolen in de Nederlandse buurtschap Brommelen, provincie Limburg. Oorspronkelijk werd de molen aangedreven door het water van de Geleenbeek. Na het verwijderen van de moleninstallatie in 1965 is het resterende gebouwencomplex ingericht als woning.
Vóór 1490 werd de eerste Brommelermolen gebouwd door de eigenaren van de heerlijkheid Wijnandsrade, de familie Mascherel. Deze zogenaamde banmolen werd gebruikt om graan te malen. Toen Maria Mascherel in 1531 trouwde met Willem van Bongart, kwam Wijnandsrade - met de molen - in zijn familie terecht. De familie Van Bongart verkocht in 1916 de molen aan de Heerlener Bank, die het weer doorverkocht aan de familie Bemelmans. Deze familie pachtte de molen al sinds 1879.
In mei 1940 bliezen Nederlandse soldaten de brug bij de molen op, waardoor het gebouw schade opliep. De brug werd op 16 september 1944 opnieuw opgeblazen, nu door terugtrekkende Duitse troepen, en de molen raakte weer beschadigd.
Ook de mijnbouw in het gebied in de eerste helft van de 20e eeuw had gevolgen voor de molen: de gebouwen liepen schade op en de watertoevoer van de Geleenbeek nam af. Hierdoor werd de molen na de Tweede Wereldoorlog nauwelijks meer gebruikt. Het Waterschap van de Geleen- en Molenbeek kocht in 1959 de molenrechten af. Na het overlijden van de eigenaar in 1961 werd het molenbedrijf opgeheven en het gebouw verkocht. In 1965 werden het waterrad en het maalwerk verwijderd. De Geleenbeek kreeg weer zijn natuurlijk verloop dankzij het dempen van de molentak.